# Polizia Blu
La Polizia Blu (in polacco: Granatowa policja, lett. Polizia blu navy), fu il Corpo di Polizia istituito durante la seconda guerra mondiale nella Polonia occupata dai tedeschi, il Governatorato Generale. Il nome ufficiale tedesco dell'entità era Polnische Polizei im Generalgouvernement (Polizia polacca del Governatorato Generale; in polacco: Policja Polska Generalnego Gubernatorstwa).
La Polizia Blu nacque ufficialmente il 30 ottobre 1939 quando la Germania arruolò gli ufficiali di polizia di stato polacchi prebellici (Policja Państwowa), organizzandoli in unità locali sotto la guida tedesca. Fu un'istituzione ausiliaria con il compito di proteggere la sicurezza e l'ordine pubblico nel Governatorato Generale. La Polizia Blu, inizialmente impiegata esclusivamente per occuparsi della criminalità ordinaria, fu in seguito utilizzata anche per contrastare il contrabbando, l'elemento essenziale dell'economia sommersa nella Polonia occupata.
L'organizzazione fu ufficialmente sciolta dal Comitato Polacco di Liberazione Nazionale il 27 agosto 1944. Dopo un processo di revisione, alcuni dei suoi ex membri si unirono alla nuova struttura di polizia nazionale, la Milicja Obywatelska. Altri furono perseguiti dopo il 1949 sotto lo stalinismo.

## Organizzazione

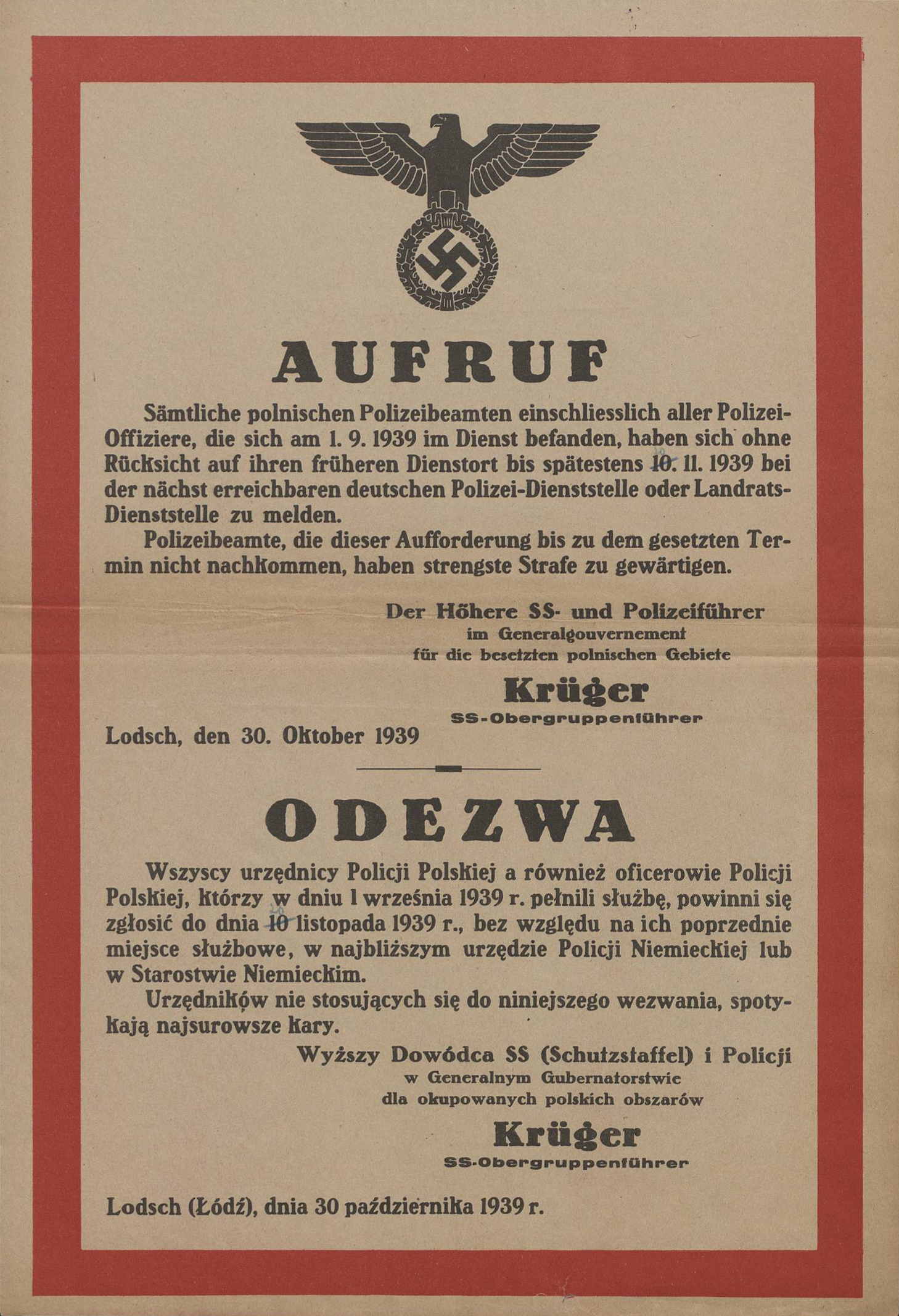
Un manifesto di chiamata tedesco che chiama a rapporto gli ex agenti della polizia polacca per il dovere verso l'occupante o dovranno affrontare pene severe.

Nell'ottobre 1939, il governatore generale Hans Frank ordinò la mobilitazione della polizia polacca prebellica al servizio delle autorità tedesche. I poliziotti avrebbero dovuto presentarsi in servizio o essere condannati a morte. Formalmente la Polnische Polizei (PP) era subordinata alla Polizia d'Ordine tedesca, furono utilizzate le strutture preesistenti in tutta la Polonia occupata con esattamente la stessa struttura organizzativa, sotto il comando del maggiore Hans Köchlner, addestrato in Polonia nel 1937. Indossarono le stesse uniformi, ma senza le insegne nazionali.
Nella primavera del 1940, la polizia ucraina fu separata dalla polizia polacca. Il dipartimento esisteva già prima del 1939. Il comandante tedesco della Polizia d'Ordine (KdO, così come tutta la sua leadership) assunse il duplice ruolo di responsabile per entrambi i corpi.
Dopo l'attacco all'URSS, noto come operazione Barbarossa, tutti i territori di nuova acquisizione nel distretto della Galizia furono posti sotto il controllo ucraino con sede a Chełm. In particolare, il distretto di Galizia creato il 1º agosto 1941 (documento n. 1997-PS del 17 luglio 1941 di Adolf Hitler), sebbene considerato da alcuni come parte dell'Ucraina occupata, fu l'unità amministrativa separata dal Reichskommissariat Ukraine, creato il 1º settembre dello stesso anno. Le due entità non erano collegate tra loro politicamente.

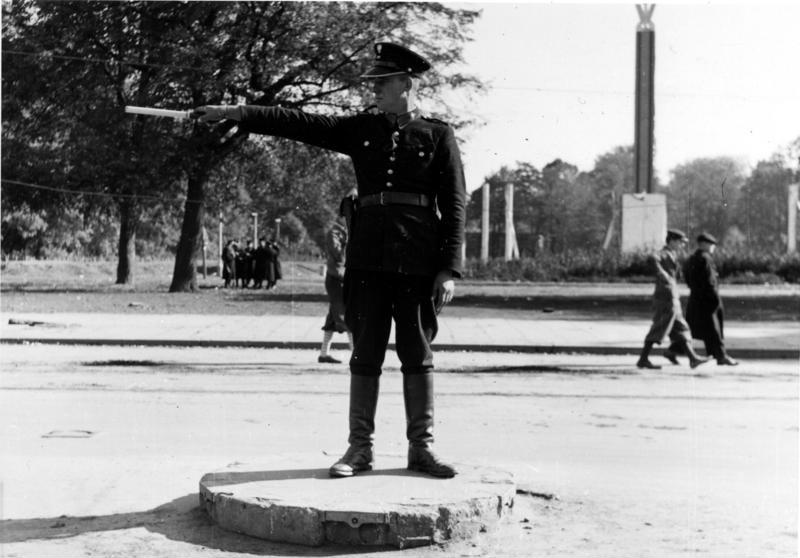
Poliziotto blu che dirige il traffico a Varsavia.

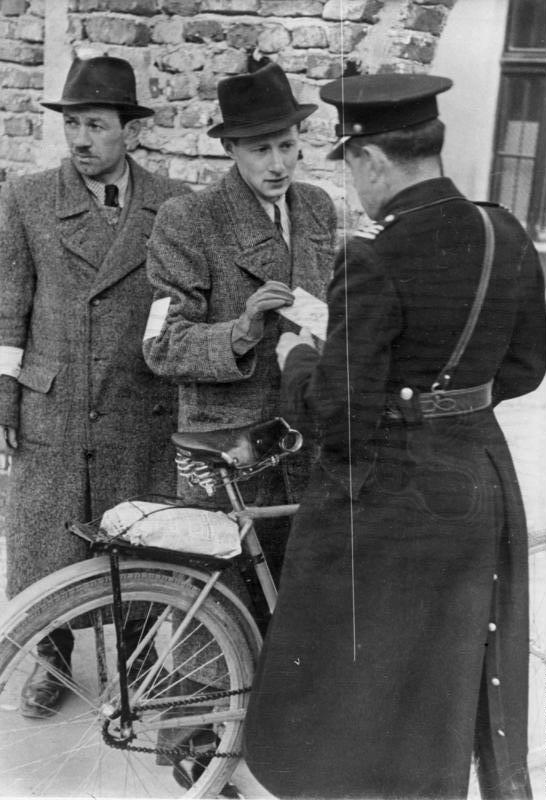
La Polizia Blu controlla le carte d'identità al cancello del ghetto di Cracovia

Secondo lo storico Andrzej Paczkowski, le forze di polizia furono composte da circa 11000-12000 ufficiali, ma il numero effettivo dei suoi quadri fu inizialmente molto più basso. Emmanuel Ringelblum portò il numero a 14300 entro la fine del 1942, comprendendo Varsavia, Lublino, Kielce e la Galizia orientale. L'Enciclopedia dell'Olocausto riporta che la sua forza lavoro era di 8700 membri nel febbraio 1940 e afferma che raggiunse il suo apice nel 1943 con 16000 membri.
Le statistiche sono spiegate dallo storico Marek Getter. L'iniziale espansione del corpo fu il risultato dell'espulsione verso il Governatorato Generale di tutti i poliziotti professionisti polacchi dai territori annessi al Terzo Reich (Reichsgau Wartheland, Westpreußen, ecc.). Un altro motivo fu lo stipendio (250–350 zł) impossibile da ottenere altrove, aumentato dai bonus (fino a 500 zł ciascuno). Inoltre, i tedeschi riuscirono a modificare gli standard morali della polizia dando ai singoli poliziotti il diritto di tenere per sé il 10% di tutti i beni confiscati.
La Polizia Blu fu composta principalmente da polacchi e ucraini di lingua polacca provenienti dalle regioni orientali del Governatorato Generale. Come menzionato da Ringelblum, dal 1º agosto 1941 (data di costituzione), il distretto della Galizia orientale non fu più controllato dalla divisione etnicamente polacca della PP. Invece, la divisione ucraina fu incaricata in circa 600 distretti, inizialmente ampliata da 242 ufficiali, arrivando a 2000 entro il 1942 e a 4000 ufficiali entro il 1943.
La Polizia Blu ebbe poca autonomia e tutti i suoi ufficiali di alto rango provenirono dai ranghi della polizia tedesca (Kriminalpolizei). Servì in qualità di forza ausiliaria, insieme alle forze di polizia a guardia delle sedi dell'amministrazione (Schutzpolizei), della polizia ferroviaria (Bahnschutz), della polizia forestale (Forstschutz) e della polizia di frontiera (Grenzschutz). La Polizia Blu fu subordinata alla polizia d'ordine tedesca con i regolamenti prebellici polacchi. I nuovi volontari (Anwärter) furono addestrati in una scuola di polizia a Nowy Sącz, con 3000 diplomati (che percepiscono uno stipendio di 180 zł ciascuno), sotto il maggiore Vincenz Edler von Strohe della Schutzpolizei (il vero nome fu Wincenty Słoma, un Reichdeutscher già nella polizia austriaca). Ci furono corsi aggiuntivi, anche se separati, per gli arruolati polacchi e ucraini.
Dal punto di vista tedesco, il ruolo principale della Polizia Blu fu quello di mantenere la legge e l'ordine nei territori della Polonia occupata, in modo da liberare la Polizia d'Ordine tedesca per gli altri compiti. Come dichiarò Heinrich Himmler nel suo ordine del 5 maggio 1940:"fornire un servizio di polizia generale nel Governatorato Generale è il ruolo della polizia polacca. La polizia tedesca interverrà solo se richiesto dagli interessi tedeschi e controllerà la polizia polacca".
Poiché il corpo fu principalmente una continuazione delle forze di polizia polacche prebelliche, si basò in gran parte sulle leggi penali polacche prebelliche, una situazione che fu accettata come una necessità provvisoria dai tedeschi. Sebbene lo Stato clandestino polacco avesse le proprie forze di polizia e magistratura (il Corpo di sicurezza nazionale e la Direzione della resistenza civile), non fu in grado di fornire i servizi di polizia di base per l'intera popolazione dell'ex Seconda Repubblica polacca entro le condizioni dell'occupazione tedesca.

## Valutazione storica
Il ruolo della Polizia Blu nella sua collaborazione e resistenza nei confronti dei tedeschi è difficile da valutare nel suo insieme ed è spesso oggetto di controversia. Lo storico Adam Hempel ha stimato, sulla base dei dati della resistenza, che circa il 10% dei membri della Polizia Blu e della Polizia Criminale possono essere classificati come collaborazionisti.
Gli studiosi non sono d'accordo sul grado di coinvolgimento della Polizia Blu nel rastrellamento degli ebrei. Sebbene il controllo all'interno del ghetto di Varsavia fosse una responsabilità della polizia del ghetto ebraico, lo storico ebreo polacco Emmanuel Ringelblum, cronista del ghetto di Varsavia, menzionò i poliziotti polacchi tra coloro che eseguirono estorsioni e percosse: anche la polizia prese parte ai rastrellamenti in strada. Il 3 giugno 1942, durante un'esecuzione carceraria di 110 ebrei a Varsavia, i membri della Polizia Blu si alzarono e piansero, mentre gli stessi tedeschi giustiziarono le vittime dopo che i polacchi si erano rifiutati di obbedire agli ordini dati dai loro sorveglianti di eseguire l'uccisione.
Secondo Szymon Datner, "La polizia polacca era impiegata in modo molto marginale, in quello che chiamerei mantenere l'ordine. Devo affermare con tutta decisione che oltre il 90% di quel terrificante lavoro omicida è stato svolto dai tedeschi, senza alcuna partecipazione polacca". Secondo Raul Hilberg, "Di tutte le forze di polizia autoctone nell'Europa orientale occupata, quelle polacche erano le meno coinvolte nelle azioni antiebraiche [...] Loro [la polizia blu polacca] non potevano unirsi ai tedeschi in grandi operazioni contro gli ebrei o la resistenza polacca, per non essere considerati traditori da praticamente ogni spettatore polacco. Il loro compito nella distruzione degli ebrei era quindi limitato".
Jan Grabowski afferma che la Polizia Blu ha svolto un ruolo importante nell'Olocausto in Polonia, spesso operando indipendentemente dagli ordini tedeschi e uccidendo gli ebrei per guadagni finanziari. Afferma:"Per un ebreo, cadere nelle mani della polizia polacca significava, praticamente in tutti i casi conosciuti, morte certa [...] Le prove storiche, prove dure e inconfutabili indicano un modello di coinvolgimento omicida in tutta la Polonia occupata".
Secondo Emanuel Ringelblum, che ha paragonato il ruolo della polizia polacca a quella ebraica, "La polizia in uniforme ha avuto un ruolo deplorevole nelle" azioni di reinsediamento". Il sangue di centinaia di migliaia di ebrei polacchi, catturati e portati ai "furgoni della morte" saranno sulle loro teste. La tattica dei tedeschi era solitamente la seguente: nella prima "azione di reinsediamento" utilizzavano il servizio dell'ordine ebraico, che dal punto di vista etico non si comportava meglio dei loro opposti polacchi. Nel successive "azioni", quando fu liquidata la polizia del ghetto, furono utilizzate le forze di polizia polacche".
Una parte sostanziale della polizia apparteneva all'esercito nazionale della resistenza clandestina polacca, principalmente per il controspionaggio e nel Corpo di sicurezza nazionale, alcune stime arrivano fino al 50%.
Alcuni poliziotti rifiutarono gli ordini tedeschi, "gridando per le strade e sfondando [?] le porte per dare alle persone il tempo di scappare o nascondersi". Gli ufficiali che disobbedirono agli ordini tedeschi lo fecero incorrendo nel rischio di morte. Alcuni membri della Polizia Blu che hanno agito contro gli ordini sono stati riconosciuti come Giusti tra le Nazioni.
Inoltre, fu condotta una leva tra i membri della polizia polacca per creare il battaglione Polnisches Schutzmannschaftsbataillon 202 inviato in Oriente con 360 uomini, la maggior parte dei quali disertò nella 27ª divisione di fanteria dell'esercito nazionale in difesa della popolazione etnica polacca contro i massacri dell'UPA.

## Membri notevoli
Varsavia era la città maggiore del Governatorato Generale, quindi la posizione di comandante della polizia di Varsavia fu il posto più importante a disposizione di un polacco etnico nella Polonia occupata dai tedeschi. Il suo primo comandante, Marian Kozielewski (fratello di Jan Karski), fu imprigionato dai tedeschi e mandato nel campo di concentramento di Auschwitz. Il comandante successivo, Aleksander Reszczyński, fu assassinato nel 1943 dall'organizzazione comunista Gwardia Ludowa. Una ricerca del 1977 negli archivi del governo polacco in esilio rivelò che Reszczyński fu un membro della clandestinità che diede informazioni di inestimabile valore all'esercito nazionale polacco. Dopo le rivoluzioni del 1989 molti agenti di Polizia Blu furono riabilitati e furono revisionati i precedenti stereotipi imposti dai comunisti.